# (34516) 2000 SF182
2000 SF182 (asteroide 34516) é um asteroide da cintura principal. Possui uma excentricidade de 0.10932480 e uma inclinação de 10.49609º.
Este asteroide foi descoberto no dia 20 de setembro de 2000 por LINEAR em Socorro.